# 김준용 (1870년)
김준용(金準用, 1870년 음력 8월 2일~1923년 양력 2월 25일)은 대한제국의 관료 출신으로 일제강점기에 조선총독부 중추원 참의를 지냈다.

## 생애
1894년 의정부의 주사직을 맡은 것을 시작으로 의정부와 농상공부 등에서 근무했다. 한일 병합 조약이 체결된 1910년에 맡고 있던 직책은 농상공부 서기관으로 주임관 3등이었다.
한일 병합 직후조선총독부가 설치한 자문기관 중추원의 부찬의로 임명되었다. 1921년 중추원 편제가 개편될 때 참의에 임명되었고, 임기 중인 1923년 사망했다. 이 기간 중 1914년 제1차 세계대전에 참전 군인과 가족을 위문하기 위해 조직된 경성군인후원회에 기부금으로 2원을 후원한 바 있다.
1912년에 일본 정부로부터 한국병합기념장을 수여받았으며, 1915년 다이쇼기념대례장도 받았다.
2002년 발표된 친일파 708인 명단과 2008년 공개된 민족문제연구소의 친일인명사전 수록예정자 명단에 모두 수록되었고, 2007년 대한민국 친일반민족행위진상규명위원회가 발표한 친일반민족행위 195인 명단에도 포함되었다.

## 같이 보기
- 조선총독부 중추원

## 참고자료
- 친일반민족행위진상규명위원회 (2007년 12월). 〈김준용〉 (PDF). 《2007년도 조사보고서 II - 친일반민족행위결정이유서》. 서울. 559~562쪽쪽. 발간등록번호 11-1560010-0000002-10. [깨진 링크(과거 내용 찾기)]